# Kim Irion
Kim Irion (* 6. April 1991 in Gelnhausen als Kim Julia Naidzinavicius) ist eine deutsche Handballspielerin. Seit der Saison 2023/24 spielt sie in der Handball-Bundesliga beim HSG Bensheim/Auerbach. Ihre Spielposition ist Rückraum Mitte.

## Karriere
Im Aktivenbereich begann Kim Irion 2007 beim damaligen Zweitligisten TSG Ober-Eschbach ihre Karriere. Nach einem Jahr wechselte sie zum Ligakonkurrenten HSG Bensheim/Auerbach. Dort spielte sie drei Spielzeiten. Nach ihrem Abitur am Alten Kurfürstlichen Gymnasium in Bensheim wechselte sie zur Saison 2011/12 zum Erstligisten Bayer 04 Leverkusen. Ab dem Sommer 2016 lief sie für die SG BBM Bietigheim auf. Im Sommer 2023 kehrte sie zur HSG Bensheim/Auerbach zurück. In der Saison 2025/26 wird sie schwangerschaftsbedingt pausieren.
Irion gehörte von 2012 bis 2021 dem Kader der deutschen Nationalmannschaft an. Mit Deutschland nahm sie an der Weltmeisterschaft 2013 teil und erzielte zwölf Treffer in sieben Partien. Im Eröffnungsspiel der Weltmeisterschaft 2017 zog sie sich nach 140 Sekunden einen Kreuzbandriss zu.

## Erfolge
- 57 U20-Länderspiele
- 21 U18-Länderspiele
- Zweitliga-Meisterschaft 2009/10 (mit der HSG Bensheim/Auerbach)
- U20-Weltmeisterin 2008
- Deutscher Meister 2017, 2019, 2022, 2023
- Deutscher Pokalsieger 2021, 2022, 2023
- DHB-Supercup 2017, 2019, 2021
- EHF European League 2022